# Joaquín Almunia
Joaquín Almunia Amann (* 17. června 1948 Bilbao, Španělsko) je španělský a evropský politik, bývalý místopředseda Evropské komise a komisař pro konkurenceschopnost.

## Biografie

### Kariéra ve Španělsku
Vystudoval ekonomii a práva a stal se členem Španělské socialistické dělnické strany (PSOE). V 70. letech 20. století byl ekonomem významné španělské odborové ústředny Unión General de Trabajadores. V letech 1979 až 2004 byl členem španělského parlamentu za Madrid. V letech 1982 až 1986 byl ministrem pro zaměstnanost a sociální zabezpečení. V letech 1986 až 1991 byl ministrem pro veřejnou správu. V letech 1994 až 1997 byl mluvčím PSOE a v letech 1997 až 2000 jejím předsedou.

### Kariéra v Evropské unii
24. dubna 2004 se stal členem Evropské komise vedené Romanem Prodim, v níž byl zodpovědný za ekonomickou a monetární politiku. Stejné portfolio si zachoval i od listopadu 2004 v další Evropské komisi v čele s José Barrosem. Od 9. února 2010 je místopředsedou tzv. druhé Barrosovy komise a komisařem pro hospodářskou soutěž.